# Claudiu Ciprian Tănăsescu
Claudiu Ciprian Tănăsescu (ur. 19 lipca 1965 w Bukareszcie) – rumuński polityk i lekarz, poseł do Parlamentu Europejskiego VII i VIII kadencji.

## Życiorys
Z wykształcenia i zawodu lekarz, specjalizował się w chirurgii ogólnej. Doktoryzował się, objął stanowisko adiunkta na wydziale medycznym Universitatea „Lucian Blaga” w Sybinie. W 2005 powołano go na zastępcę członka zarządu Televiziunea Română. W 2008 był kandydatem ugrupowania Partidului Popular și al Protecției Sociale w wyborach krajowych.
W wyborach w 2009 z listy Partii Wielkiej Rumunii uzyskał mandat deputowanego do Parlamentu Europejskiego. Nie przystąpił do żadnej frakcji, został członkiem Komisji Ochrony Środowiska Naturalnego, Zdrowia Publicznego i Bezpieczeństwa Żywności. W 2010 został członkiem grupy socjalistycznej, wstąpił też do Partii Socjaldemokratycznej. W 2014 z ramienia socjaldemokratów uzyskał europarlamentarną reelekcję. W PE zasiadał do 2019; w tym samym roku związał się z ugrupowaniem UNPR.